# Morogoro

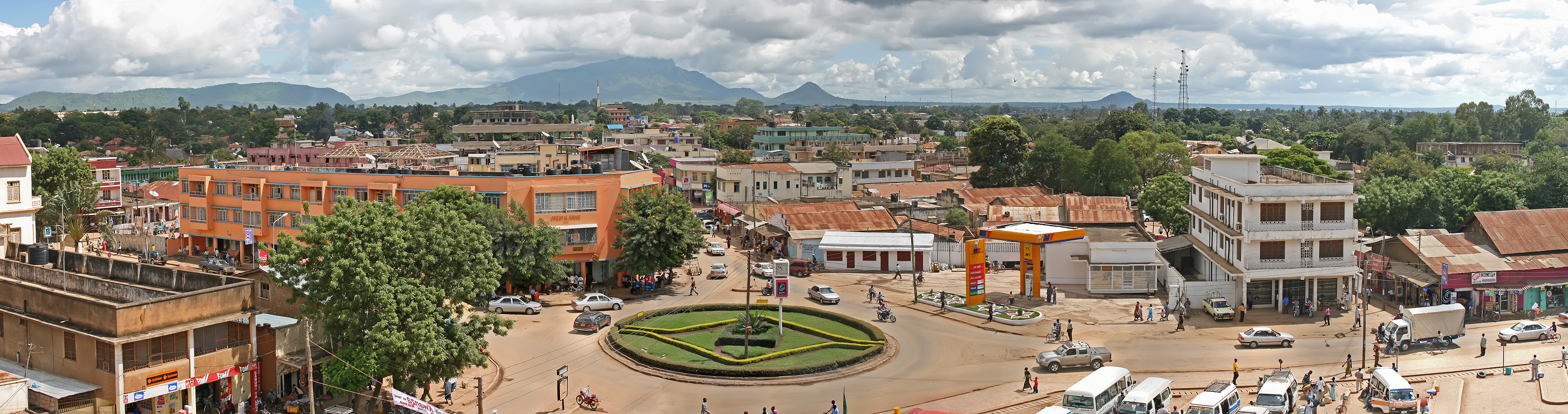
Morogoro.

Morogoro är en stad i östra Tanzania, och är den administrativa huvudorten för regionen med samma namn. Den har järnvägsförbindelse med Dar es-Salaam, som ligger ungefär 20 mil österut, samt västerut till Dodoma. 

## Stad och distrikt
Morogoro är ett av regionens sex distrikt, Morogoro stad (engelska Morogoro Urban, swahili Morogoro Mjini) och har en beräknad folkmängd av 294 467 invånare 2009 på en yta av 535,04 km². Distriktet består av nitton administrativa enheter som kallas shehia. 
Morogoros sammanhängande, urbaniserade område består av tretton hela shehia samt delar av ytterligare fem. Området hade 209 058 invånare år 2002, vilket då motsvarade 91,72 % av distriktets totala befolkning.